# Fish TV
Fish TV é um canal de televisão por assinatura brasileiro dedicado à pesca esportiva, com cobertura em toda a América Latina. A programação do canal é 100% sobre pesca.

## História
Após escrever uma coluna para o Grupo Editorial Sinos por 8 anos sobre temas relacionados à pesca, Luiz Motta e seu filho Guilherme Motta fundaram o canal através da internet, com um programa por dia. Mais tarde, virou uma emissora de televisão por assinatura. O canal foi lançado em 29 de junho de 2012.
O canal organiza transmissões de campeonatos de pesca regionais e nacionais do Brasil.
Em agosto de 2018, é anunciada uma parceria com o Grupo Record para exibir o conteúdo da Fish TV na plataforma de streaming PlayPlus.

Segundo o fundador Luiz Motta, a emissora está em tratativas para exibir uma série mundial na Netflix em 2021.